# Brunico
Brunico (AFI: /ˈbruniko/ o /bruˈniko/; in tedesco Bruneck, AFI: /ˈbrʊnɛk/; in ladino Bornech, AFI: /borˈnek/; in italiano ottocentesco anche Bruneco o Brunopoli) è un comune italiano di 17 156 abitanti della provincia autonoma di Bolzano in Trentino-Alto Adige.
È il capoluogo storico, culturale, economico e amministrativo della Val Pusteria. È inoltre sede del comprensorio della Val Pusteria.

## Geografia fisica

### Territorio
Brunico, principale centro della Val Pusteria, è attraversata dal fiume Rienza e dal suo affluente Aurino. Dista circa 35 km da Bressanone, 70 km da Bolzano e dal Passo del Brennero, che segna il confine a nord con l'Austria, e circa 35 km da Prato alla Drava, che demarca ad est la frontiera con il Tirolo orientale austriaco.
A sud si trova la località sciistica Plan de Corones (2 273 m s.l.m.), a nordest la Croda Nera (3 105 m s.l.m.) e a nord-nordovest il Monte Sommo (2 417 m s.l.m.). Valli nelle immediate adiacenze: Val di Tures, che più a monte prende il nome di Valle Aurina, Val Badia, Valle di Anterselva.

## Origini del nome
Il toponimo è attestato per la prima volta nel 1256 come Bruneke, Brunegg e Prawnecke e deriva dal nome del vescovo Bruno von Kirchberg, costruttore del castello della città, con l'aggiunta del suffisso -ecke, che sta per "angolo", ma anche per "colle". Il nome più antico dell'insediamento, precedente alla fondazione cittadina, è invece Ragen, conservato ancor'oggi nel quartiere Oberragen attorno alla chiesa parrocchiale.

## Storia

### Medioevo

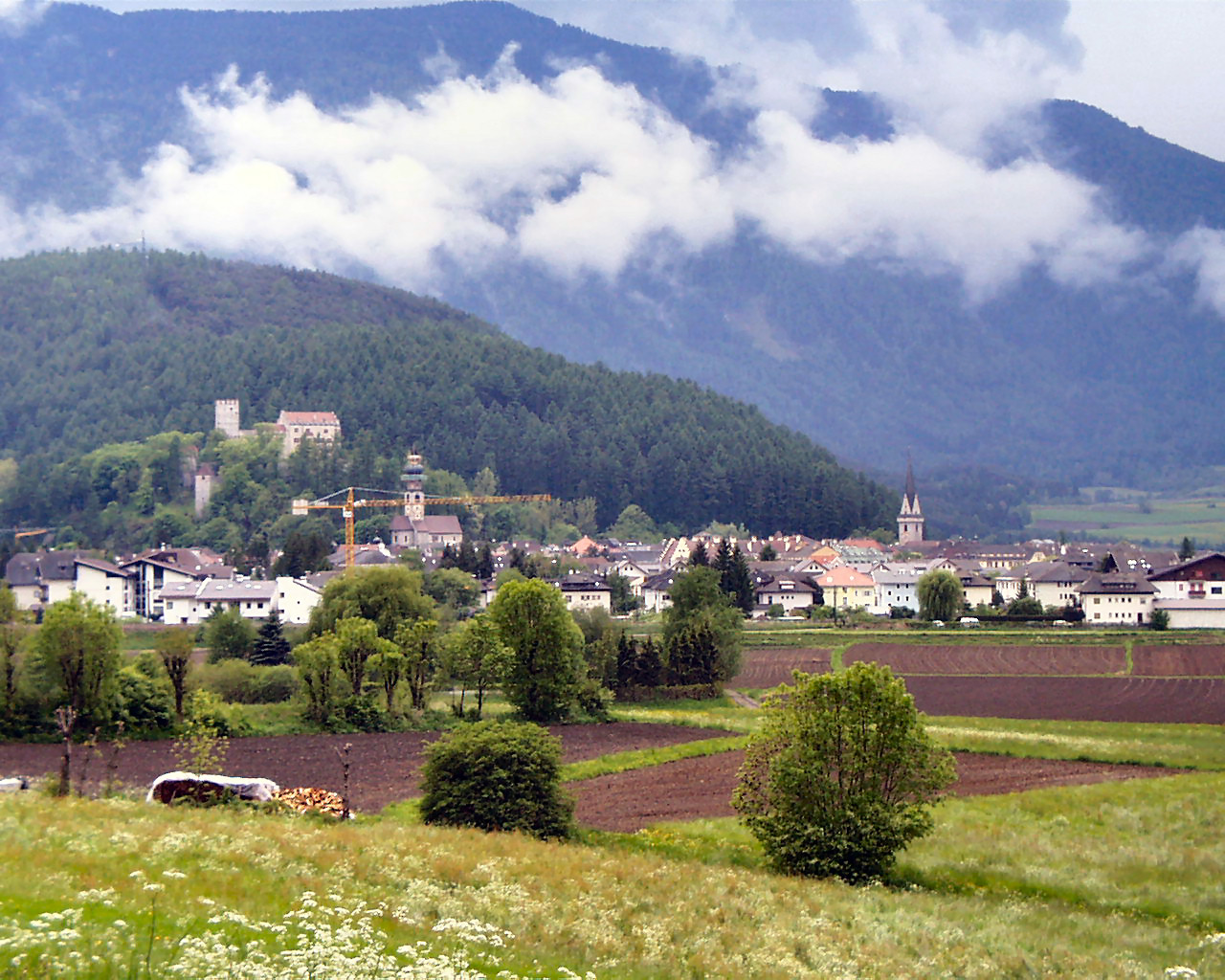
Veduta della cittadina, sovrastata dal castello

Brunico venne fondata dal principe vescovo Bruno von Kirchberg dal quale ha preso il nome, unico esempio in Alto Adige di denominazione di città dal fondatore. È citata documentalmente per la prima volta il 23 febbraio 1256. Egli fece edificare anche il castello di Brunico, che domina la città.
All'epoca la città consisteva di due file di case, che delimitavano una stretta via, e solo nel 1336, sotto il vescovo Albert von Enn, vennero terminati le mura ed il fossato. Subito dopo fuori dalla porta orientale vennero costruite altre file di edifici che portavano all'attuale chiesa parrocchiale di Santa Maria Assunta. La prima chiesa nell'ambito delle mura cittadine, inizialmente solo un piccolo oratorio, venne costruita dal cittadino Nikolaus von Stuck sotto il castello (Santa Caterina, v. anche oltre). Heinrich von Stuck, fratello di Nikolaus, fondò nel 1358 l'ospedale, che venne costruito negli anni a seguire.

### Età moderna

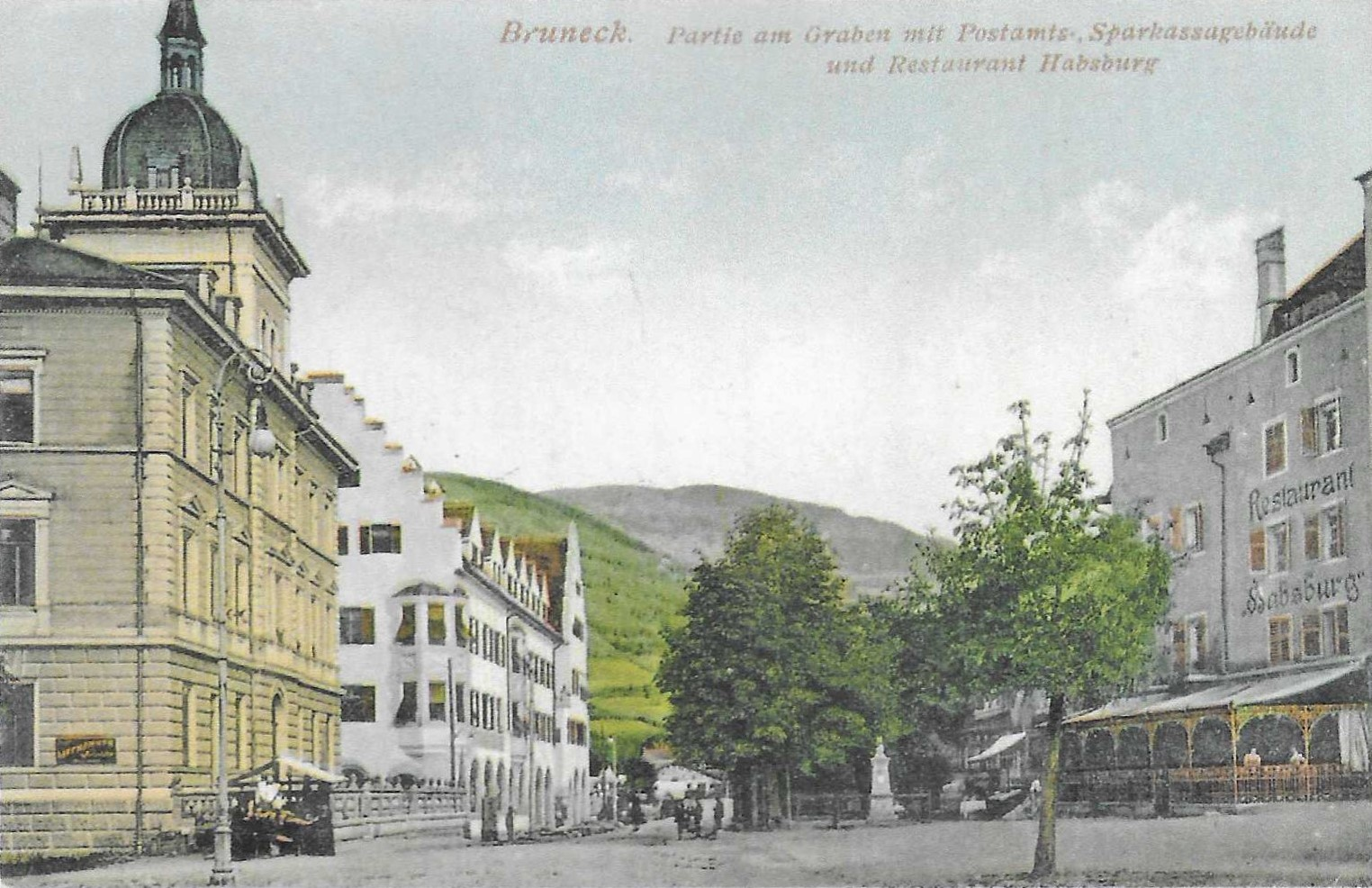
Ufficio postale e Cassa di Risparmio di Bolzano, nel 1910

Nel XIV e nel XV secolo, a motivo degli intensi traffici mercantili da Augusta a Venezia, la città raggiunse benessere e fama. In questo periodo nacque anche la scuola pittorica pusterese, che produsse poi i grandi maestri Michael Pacher e Friedrich Pacher. La bottega di Michael Pacher a Brunico divenne una delle più famose nell'ambito alpino. Nell'anno 1500 la val Pusteria venne unita al Tirolo, mentre la città di Brunico rimase proprietà vescovile.
L'11 aprile 1723 ci fu il peggiore incendio della storia cittadina. Poco lontano dalla parrocchiale scoppiò infatti un rogo che, grazie al forte vento, si propagò rapidamente a gran parte della città e la devastò ampiamente. Nel 1741 venne eretto un ulteriore convento, in questo caso dall'ordine delle Orsoline. Durante le guerre napoleoniche la città non subì danni, ma a causa dell'acquartieramento di truppe si indebitò per decenni.
Nel 1870 nasce lo Stadtverschönerungsverein (associazione di abbellimento cittadino), intento ad abbellire la città e a istituire passeggiate a fini turistici.

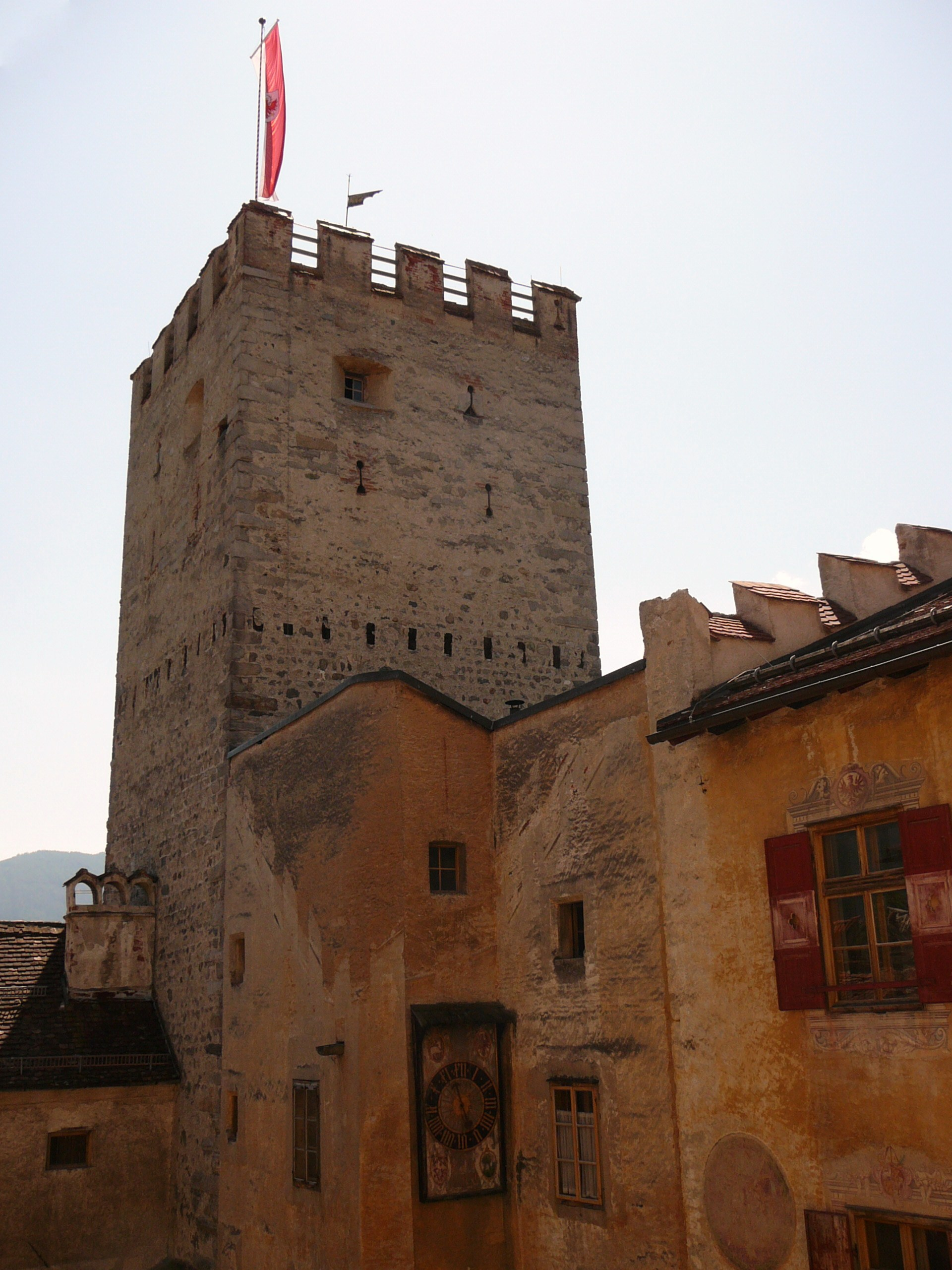
La torre del castello

### XX secolo
La prima guerra mondiale risparmiò anch'essa la città, in cui era stanziato nell'agosto 1914 lo stato maggiore del 1º e 3º battaglione di fanteria boema del 36º reggimento. Nel 1919 la città venne annessa insieme al Tirolo meridionale all'Italia in base al trattato di pace, divenendo in seguito l'Alto Adige.
Nel 1938 il regime fascista promosse l'erezione di un monumento all'Alpino della divisione "Pusteria", impiegata nella guerra d'Etiopia (1935–1936).
La seconda guerra mondiale portò comunque diverse perdite a uomini e cose.
Il 6 luglio 1944 7 ragazzi, che si erano arruolati nella Repubblica Sociale Italiana e messi a disposizione degli alleati tedeschi per effettuare dei lavori nella caserma di Brunico, furono successivamente fucilati per aver disertato.

### Simboli
Lo stemma è documentato su sigilli sin dal 1356 e fu riprodotto, per la prima volta a colori, in un registro della seconda metà del XV secolo oggi conservato nella biblioteca del Ferdinandeum di Innsbruck.
Lo stemma venne riconosciuto con decreto del capo del governo dell'11 settembre 1931. Con deliberazione n. 45 del 3 maggio 1984 il Consiglio comunale decise di aggiornare stemma e gonfalone basandosi sul modello storico del XV secolo:
La torre cintata posta sul monte rappresenta probabilmente il castello fatto costruire dal vescovo Bruno von Kirchberg nella seconda metà del XIII secolo. 
Il gonfalone concesso con regio decreto del 7 maggio 1934 era un drappo di  rosso, 
dal 1984 è un drappo partito di bianco e di rosso.

## Monumenti e luoghi d'interesse

### Architetture civili
- Via Centrale, la strada principale del centro storico, caratterizzata da edifici con finestre a sporto coronati da timpani merlati, ha conservato il suo aspetto architettonico medievaleggiante; vi si accede attraverso le antiche porte della città, la Porta San Floriano, la Porta Rienza e la Porta Ragen, che la delimitano.[16] Dalla porta orientale una via sale al castello, che ospita una sezione del “Messner Mountain Museum” voluto dal noto scalatore Reinhold Messner.

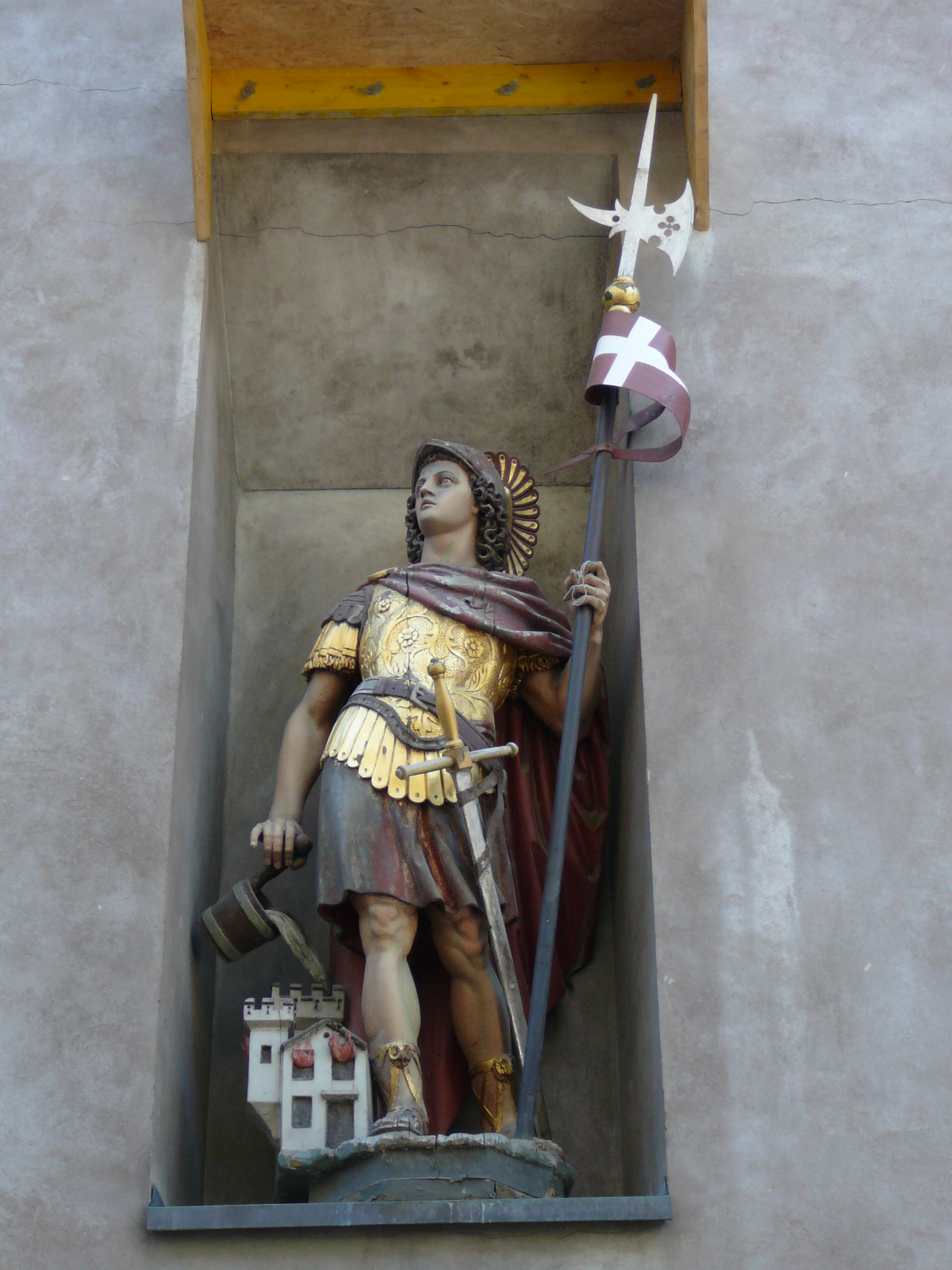
La statua di San Floriano presso l'omonima porta

- Porta san Floriano. Questa porta si apre verso nord, pressappoco a metà della via Centrale. Attraverso di essa si accedeva al Plarer, la zona tra il fossato pieno d'acqua che circondava la città e il fiume Rienza. Qui si trovavano i magazzini di foraggio usati dagli agricoltori locali. Il nome della porta deriva dalla statua di San Floriano che la adorna, un tempo posta sopra un pozzo nell'omonimo vicolo. In tempi più remoti fu chiamata anche Lucke o torre Schlipf. L'affresco tripartito sopra la porta, raffigurante uno stemma, è opera del pittore Rudolf Stolz.[17]
- Porta delle Orsoline. Questa porta, attraverso cui si accede alla città provenendo da ovest, è anche nota come "porta del Convento" o "porta di Sotto". Un tempo era chiamata "porta Nuova" o "porta delle Oche". Prima della costruzione del convento delle Orsoline (1741) dietro alla porta si trovavano la piazza della dogana e l'edificio in cui le merci erano stoccate e pesate (Ballhaus). La torre che sovrasta la porta è decorata con diverse immagini e stemmi, il più importante de quali, probabilmente opera del pittore Hans von Bruneck, fu parzialmente danneggiato durante i lavori di ampliamento dell'arco della porta nel 1758.
- Monumento all'Alpino, anche noto dialettalmente come Kapuziner Wastl (ovvero il "Sebastiano dei cappuccini", con riferimento al convento prospiciente) o, correttamente, Alpini-Denkmal; eretto in epoca fascista per celebrare le gesta degli alpini nella guerra d'Etiopia, è stato successivamente "depotenziato" nel secondo dopoguerra. È stato altresì ripetutamente bersagliato da atti vandalico-terroristici, che hanno ridotto la statua originaria (ritraente la figura intera di un alpino in marcia) a un semplice busto. Nel 2011 il Comune di Brunico ha apposto presso il monumento una targa esplicativa dei significati ideologico-storici della statua.[18]

### Architetture religiose

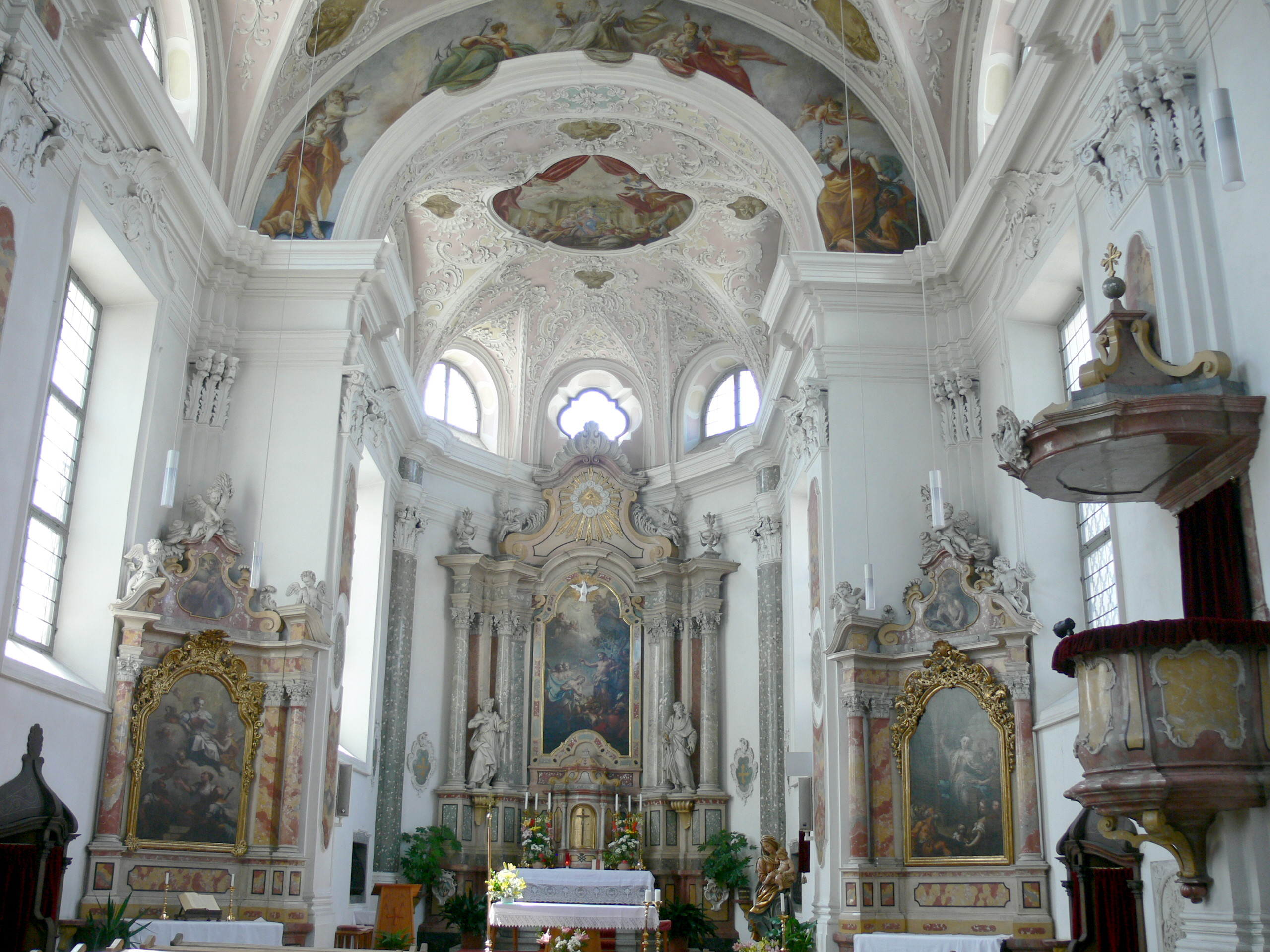
La chiesa dello Spirito Santo

- Chiesa dello Spirito Santo all'Ospedale. La chiesa, nonostante il nome, non si trova nei pressi del nuovo ospedale. Non è noto quando questa fu fondata, ma è noto che nel 1350 la chiesa e l'ospedale (quello vecchio) vennero dati in dono da Nikolaus von Stuck e costruiti poco dopo. La prima consacrazione nota della chiesa si può far risalire al 1381. L'edificio tra il 1759 e il 1760 ha subito un restauro in stile barocco e conservò questo stile anche nei successivi restauri.
- Chiesa di Santa Maria Assunta

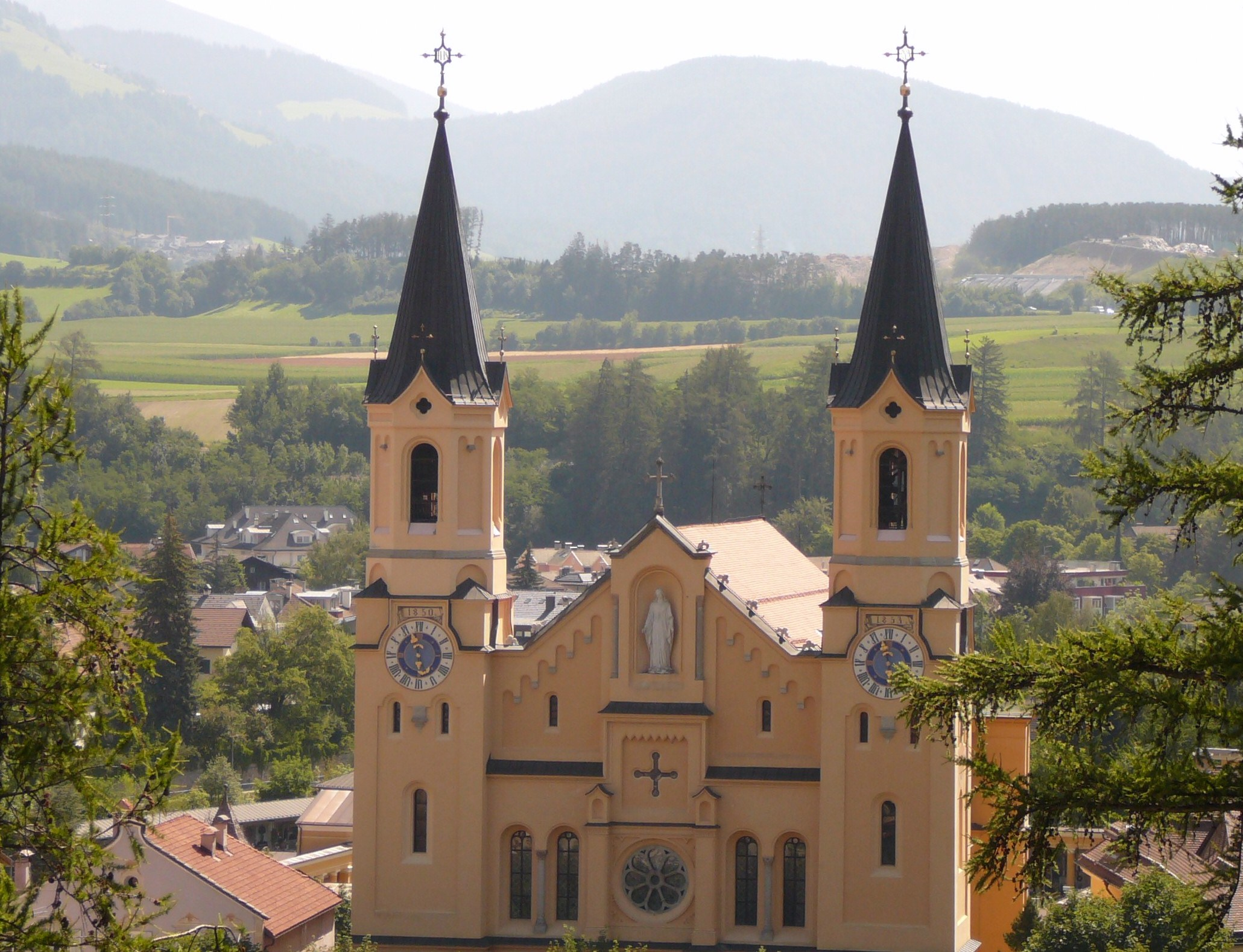
La chiesa di Maria Assunta

Già dal XIII secolo esisteva dove si trova oggi la chiesa, una piccola cappella, della quale alcuni documenti parlano nel 1316. Nel 1381 la piccola cappella fu ingrandita e divenne quindi una chiesa a tutti gli effetti e quindi nuovamente consacrata. Nel 1515 fu riedificata in stile gotico dal maestro Valentin Winkler di Falzes, ma la costruzione non venne mai terminata. Nel 1610 la chiesa divenne la chiesa parrocchiale (Pfarrkirche Mariä Himmelfahrt). Nel 1789 avvenne la consacrazione della chiesa costruita in stile classicheggiante dal costruttore brunicense Jakob Philipp Santer. Infine tra il 1851 e il 1853 l'architetto viennese Hermann von Bergmann ristrutturò la chiesa in stile neoromanico. Sul retro della chiesa si trova il cimitero comunale di Brunico.

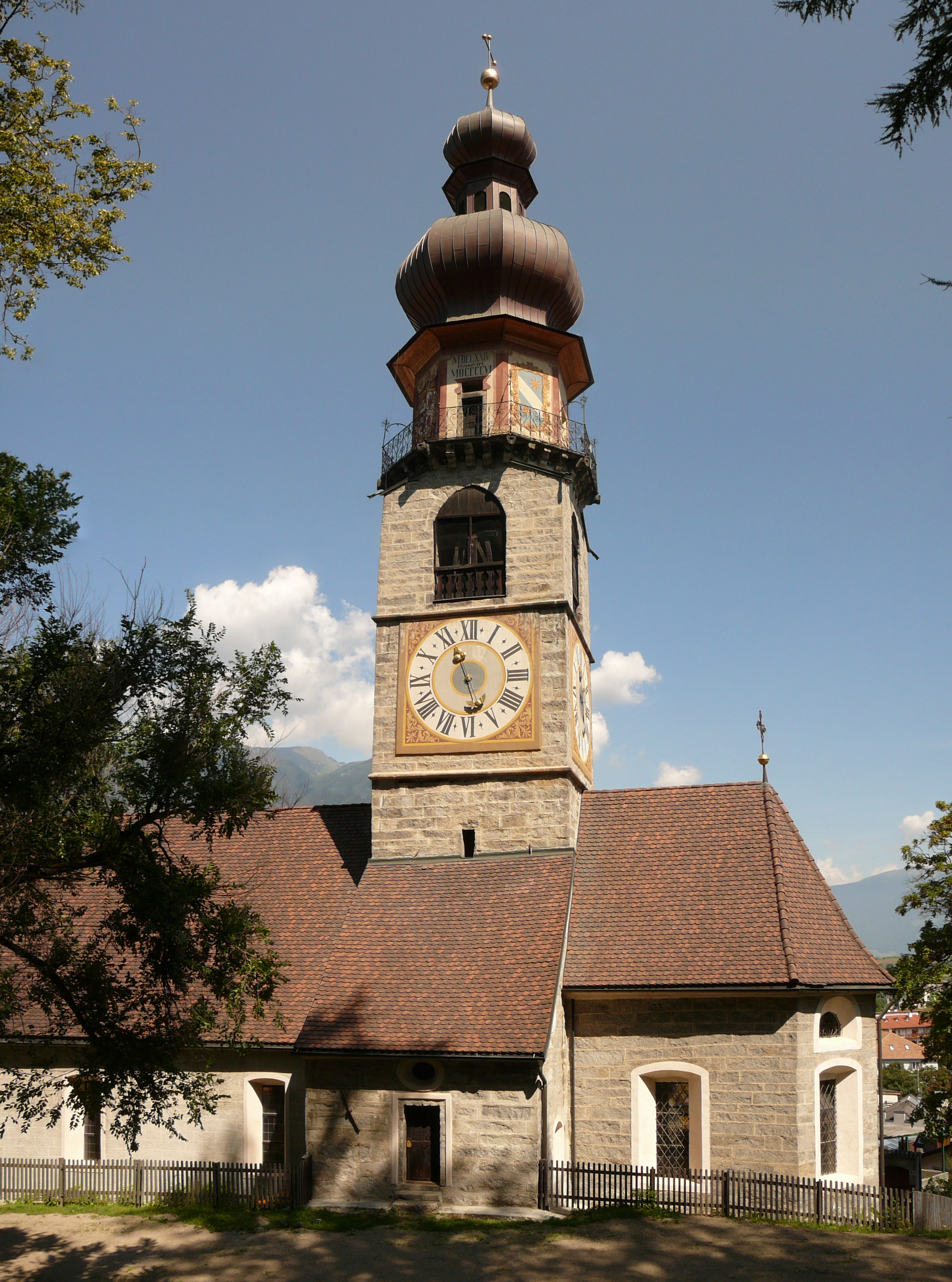
La chiesa di Santa Caterina auf dem Rain

- Chiesa di Santa Caterina "auf dem Rain" (St. Katharina auf dem Rain o anche Rainkirche). Si può far risalire al 1345 la costruzione originaria di una cappella consacrata allo Spirito Santo, patrocinata dal patrizio brunicense Nikolaus Stuck (o Stuckh). All'interno della chiesa si trova inoltre una lapide sepolcrale in marco bianco di Leonhard v. Stuck, recante la data del 1368. Al XVII secolo si fa risalire l'origine dell'attuale stile barocco della chiesa; della stessa epoca sono la pala dell'altare maggiore, copia di un'opera del Veronese, e l'affresco in gran parte distrutto del soffitto del coro. Mentre al XVIII secolo risalgono gli affreschi del portale sud che raffigurano i santi Caterina, Wolfgango e Sebastiano. Dopo il grande incendio dell'11 marzo 1723 furono innalzate le due guglie. Il campanile, prima gotico, divenne così l'emblema della città. Al 1726 risalgono gli altari barocchi e al 1730 la crociera, opera del pittore pusterese Joseph Renzler. Nel 1964 la chiesa, da lungo tempo chiusa ai fedeli, fu riaperta agli scolari e studenti di Brunico per le loro funzioni religiose e nel 1966 fu restaurata dal maestro brunicense Peskoller. La chiesa si trova ai piedi del castello di Brunico.

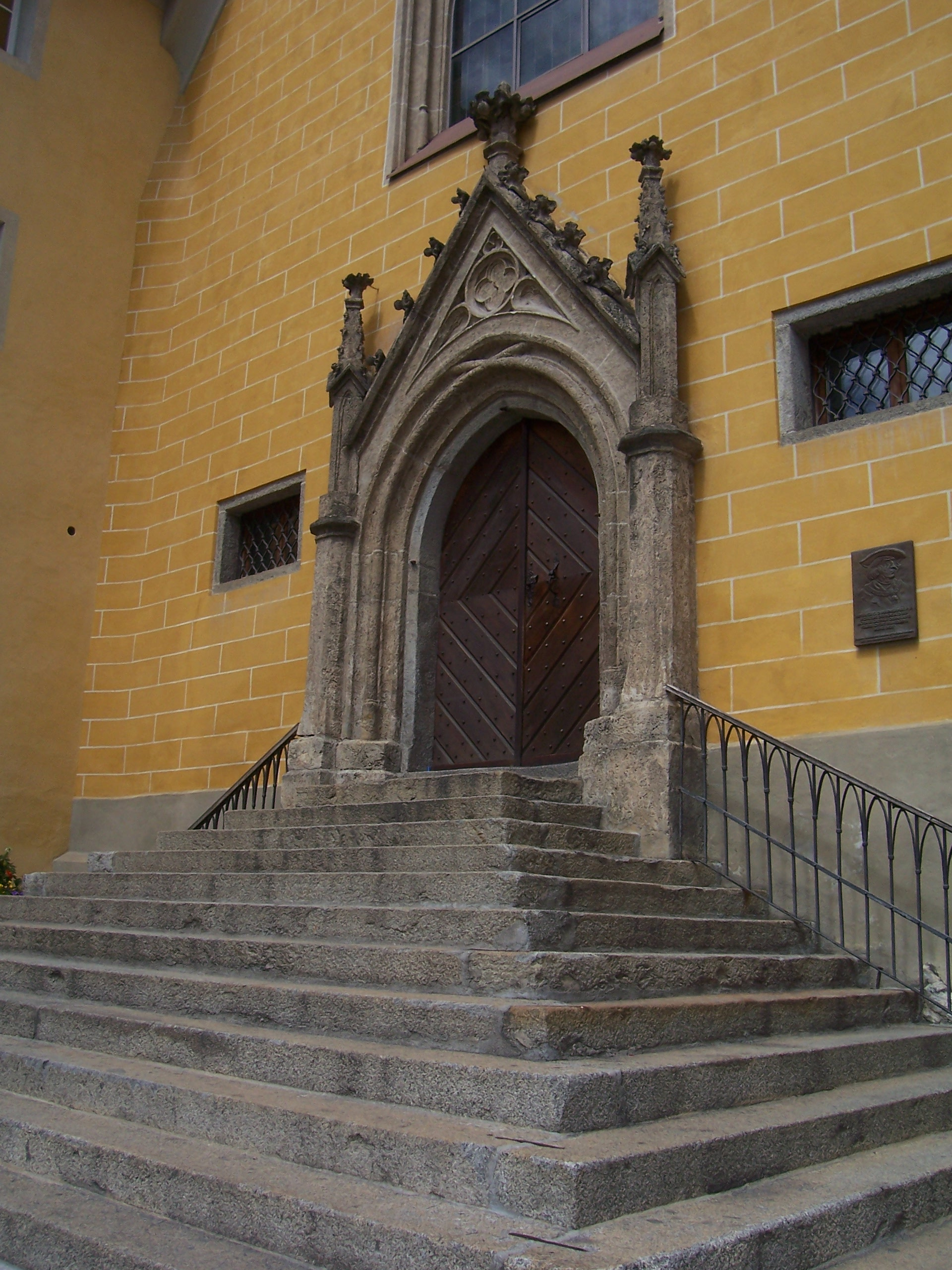
La chiesa delle Orsoline

- Convento delle Orsoline. Nei pressi della porta delle Orsoline, anche nota come porta di Sotto, porta Nuova o porta del Convento, si trova il convento delle Orsoline (un tempo la porta si chiamava anche porta delle Oche). Il convento fu costruito nel 1741 con accesso diretto alla porta, dove allora si trovava anche la dogana e un edificio dove erano pesate e stoccate le merci. Nel 2010 fu inaugurata un'esposizione duratura dei reperti medioevali che vennero in luce grazie agli scavi coordinati dall'Ufficio archeologico provinciale. La torre che sovrasta tale porta è decorata con diverse immagini e stemmi, il più importante dei quali, probabilmente opera del pittore Hans da Brunico, fu parzialmente danneggiato durante i lavori di ampliamento dell'arco della porta nel 1758.
- Chiesa dei Santi Pietro e Paolo Apostoli, parrocchiale di Riscone
- Chiesa di Santa Caterina, parrocchiale di Villa Santa Caterina

### Architetture militari
A Brunico e nei suoi immediati dintorni si trovano diverse strutture medievali:
- Castello di Brunico
- Castel Badia
- Castello di Tures
- Castel Lamberto
- Cimitero austro-ungarico di Brunico

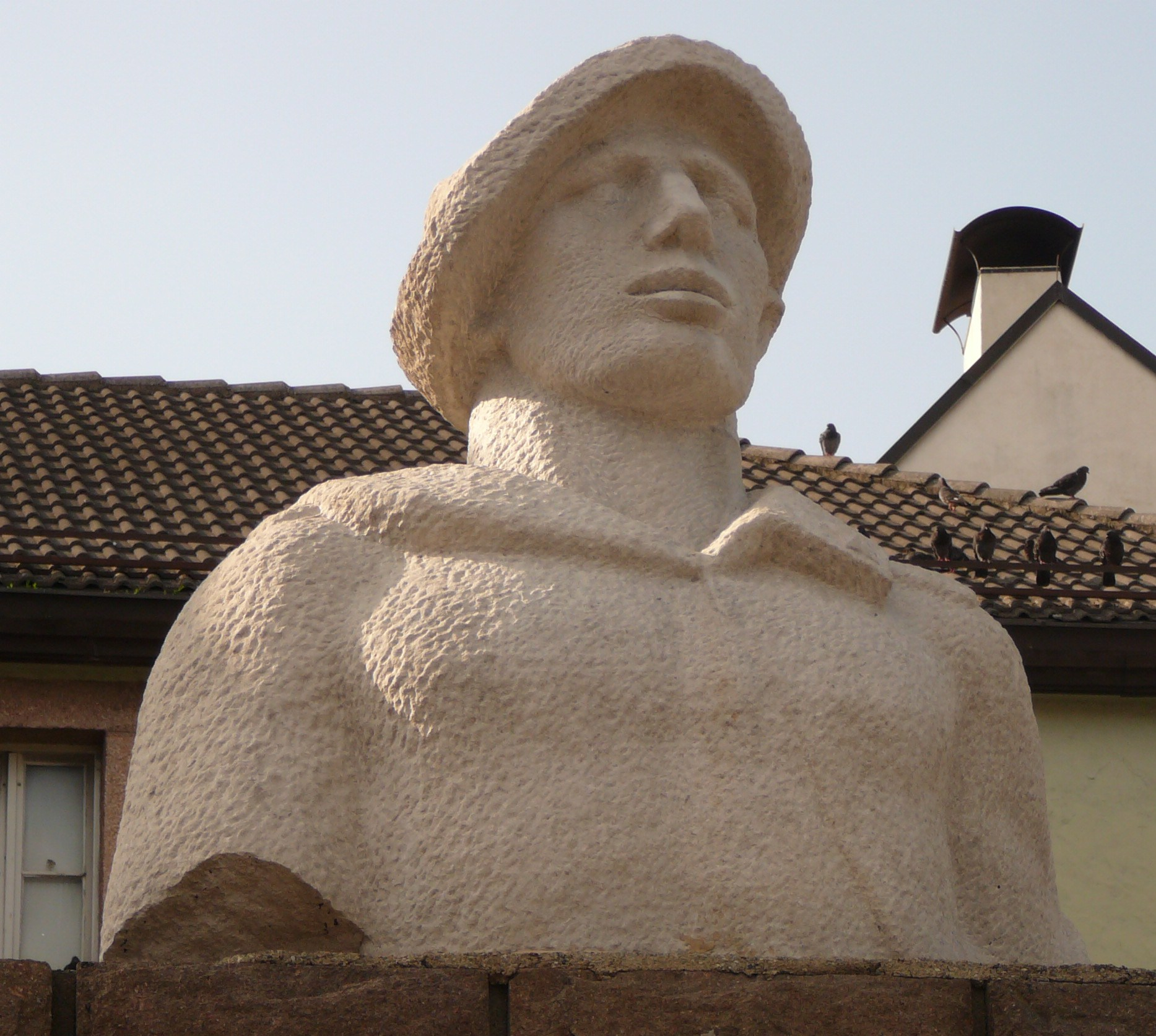
Il Monumento all'Alpino

A Brunico esistevano alcune caserme militari:
- "Fausto Lugramani": ad oggi una delle sedi del 6º Reggimento Alpini.[21]
- "Enrico Federico": fu costruita dopo il 1930 inizialmente dedicata alla regina Elena del Montenegro e ospitava il comando della Guardia alla Frontiera del XV Settore di Copertura Pusteria del Vallo Alpino. Solo dopo la seconda guerra mondiale fu reintitolata al tenente Enrico Federico, Medaglia d'oro al valor militare per le sue gesta compiute durante la campagna italiana di Grecia nel 1940. Fu sede di diversi reparti, tra cui:[22]
  - CI battaglione carri di supporto
  - Comando XXI raggruppamento di frontiera
  - III gruppo sbarramenti
  - XXV battaglione alpini da posizione (in seguito alpini d'arresto)
  - battaglioni alpini d'arresto "Val Leogra"
  - due compagnie del battaglione alpini "Bolzano"
  - 335ª compagnia del battaglione d'arresto "Val Brenta" (in seguito "Trento")
  - II reparto logistico leggero
  - compagnia controcarri della Brigata alpina "Tridentina"
  - 145ª compagnia "La terribile" del battaglione alpini "Trento"
  - comando del battaglione alpini "Trento"

Dopo il scioglimento di quest'ultimo nel marzo 2002, la caserma viene utilizzata assieme alla "Lugramani" per l'addestramento del 6º reggimento alpini.
- "Augusto De Cobelli": costruita dopo il 1930 fu subito assegnata alla Guardia alla Frontiera, ovvero quella che difendeva il XV Settore di Copertura Pusteria del Vallo Alpino. Dopo l'8 settembre del 1943 fu occupata dai nazisti fino al 1945. In seguito questa ospitò diversi reparti, tra cui:[23]
  - dal 1946: reparti della divisione "Nembo"
  - dal 1946 al 1953: Battaglione Alpini "Edolo"
  - dal 1953 al 1975: 6º Reggimento Alpini
  - dal 1975 al 1986: Battaglione Alpini "Val Brenta"
  - dal 1986 al 1992: 262ª compagnia alpini d'arresto "Val Brenta"
  - dal 1992 al 2000: raramente usata per alloggio truppe

Nel 2000 l'area della caserma passò dal Demanio alla provincia autonoma di Bolzano e fu riqualificata, ospitando ora la zona edilizia ParcoClima (Klimapark).

### Aree naturali
Seppur il suo territorio non appartenga a nessuna delle aree dei parchi naturali provinciali, Brunico si trova circondata da tre parchi naturali: il Parco naturale Fanes - Sennes - Braies, il Parco naturale Vedrette di Ries-Aurina e il Parco naturale Puez-Odle.
Inoltre nel comune confinante di Perca, poco sopra il centro abitato, si trovano le caratteristiche piramidi di Plata, uno dei più bei monumenti naturali di tutto l'Alto Adige.

## Società

### Evoluzione demografica
Abitanti censiti

Nel novembre del 2009 Brunico risulta prima in una classifica dei borghi italiani in quanto a vivibilità, felicità e sostenibilità.

### Etnie e minoranze straniere
Al 31 dicembre 2023 vi sono 1828 stranieri, pari al 10,58% della popolazione.

### Ripartizione linguistica
La sua popolazione, secondo il censimento del 2024, è per il 78,71% di lingua tedesca, per 19,31% di lingua italiana e per il 1,98% di lingua ladina.
| Ripartizione linguistica | 1971   | 1981   | 1991   | 2001   | 2011   | 2024   |
| ------------------------ | ------ | ------ | ------ | ------ | ------ | ------ |
| Madrelingua italiana     | 21,60% | 16,23% | 16,07% | 14,09% | 15,24% | 19,31% |
| Madrelingua tedesca      | 76,84% | 81,61% | 81,59% | 83,14% | 82,47% | 78,71% |
| Madrelingua ladina       | 1,56%  | 2,16%  | 2,35%  | 1,95%  | 2,29%  | 1,98%  |

## Cultura

### Istruzione

#### Scuole

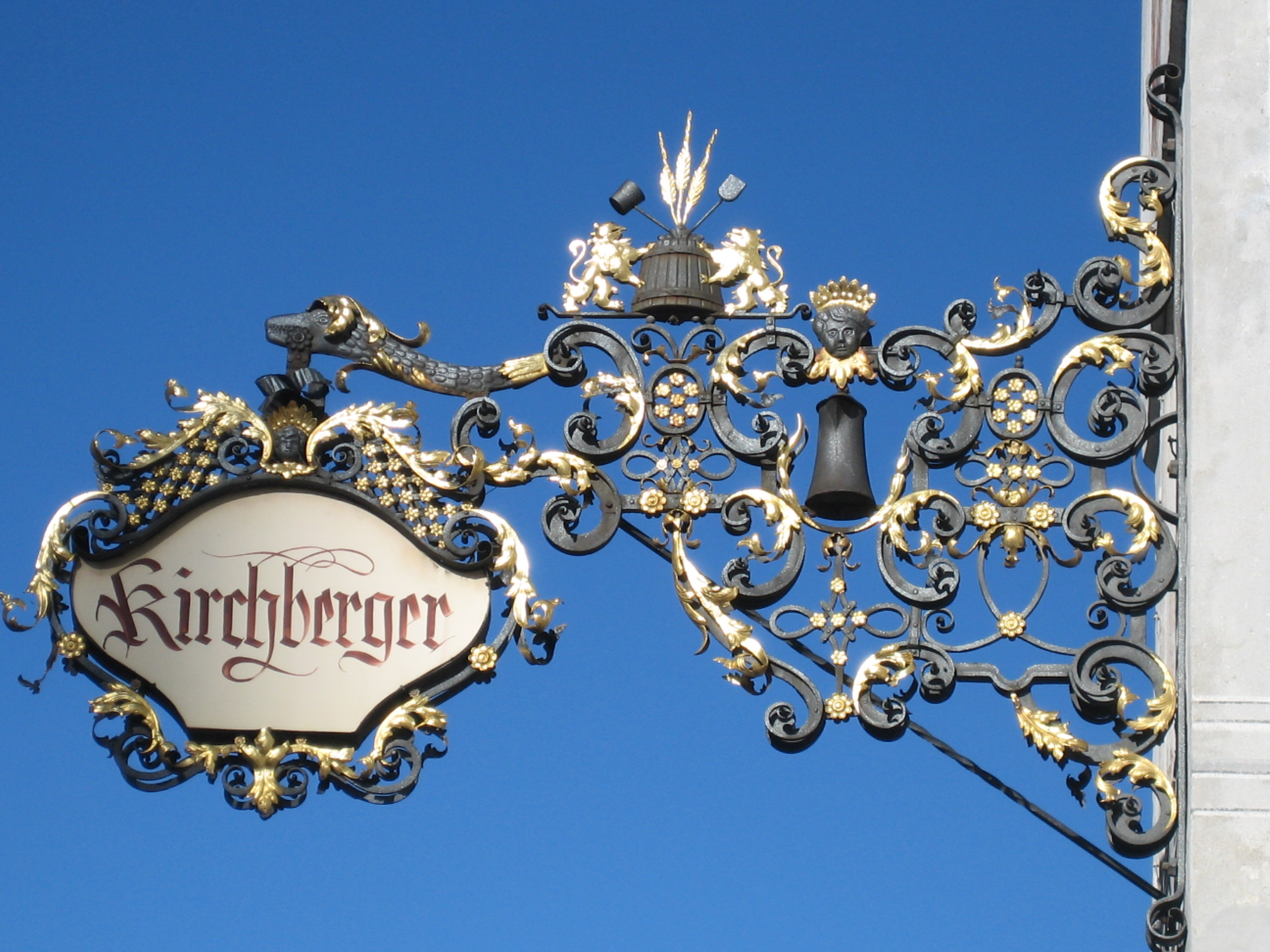
Casa Kirchberger a Brunico

Brunico è sede di varie scuole: materne, elementari, medie e superiori, separate a seconda delle lingua d'insegnamento (tedesca o italiana).
Da alcuni anni nella scuola primaria-elementare di Brunico alcune materie vengono impartite in lingua tedesca (matematica, storia, geografia e scienze naturali) portando a 9 le ore settimanali dedicate alla seconda lingua.

#### Università
Brunico è anche sede distaccata della facoltà di economia della Libera Università di Bolzano, che qui tiene i corsi di laurea in turismo e management dello sport e degli eventi.

#### Musei
- Museo degli usi e costumi di Teodone
- Museo civico di Brunico
- Messner Mountain Museum, Ripa

### Media

#### Radio
A Brunico si trova ancora oggi la sede della radio Holiday, storica emittente in lingua tedesca.

### Teatro
Lo Stadttheater Bruneck, rinnovato nel 2006/07, ha circa 80 posti a sedere. Ha una programmazione esclusivamente in lingua tedesca. Spettacoli teatrali sia in lingua italiana che tedesca si tenevano invece nel corso dell'anno anche nelle sale di Casa Kolping e Casa Michael Pacher (capienza fino a 450 posti a sedere). La casa Kolping dopo una ristrutturazione è diventata una seconda sede del teatro tedesco. La Casa Michael Pacher è stata chiusa definitivamente e i locali traformati in discoteca. Nel 2024 è nato un "Teatro di Brunico" poi Teatro Italiano dell'Alto Adige con programmazione contemporanea italiana ed internazionale, diretto dal regista ed autore Alex Cantarelli.

## Geografia antropica

### Frazioni
Le frazioni di Brunico sono: Lunes, Riscone, San Giorgio, Stegona, Teodone, Villa Santa Caterina.

## Economia

### Industria
Nella Zona Industriale di Brunico ci sono 4 grandi aziende come Intercable, la Gkn Sintermetals, la Driveline e Beerfield. Nel 2023, è stato inaugurato a Brunico una sede distaccata del NOI Techpark Südtirol/Alto Adige per coordinare meglio le attività industriali locali e incentivare  il settore strategico dell'Automotive.

### Turismo
In inverno la città offre numerosi mercatini e feste, tra i quali il più famoso è il Mercato di Stegona che si svolge in ottobre, il più grande di tutto il Tirolo.

### Biomassa
Il comune è noto per l'impegno ecologico. Nel territorio è installato un impianto alimentato a legna e biomassa. L'impianto è da 20 Megawatt e riscalda l'80% delle abitazioni del comune.
Nel 2011 Brunico si aggiudica a Praga il primo premio della gara europea Renewable Energy Competition between European cities and towns, nella categoria delle città fra 5 000 e 20 000 abitanti.

## Infrastrutture e trasporti
Brunico ha due stazioni ferroviarie, la stazione di Brunico e quella più recente nei pressi dell'ospedale, detta stazione di Brunico Nord.

## Amministrazione
| Periodo  | Periodo   | Primo cittadino              | Partito | Carica  | Note |
| -------- | --------- | ---------------------------- | ------- | ------- | ---- |
| nel 1954 |           | Hans Ghedina                 |         | Sindaco |      |
| nel 1969 |           | Adolf Unterpertinger         |         | Sindaco |      |
| 2005     | 2010      | Christian Tschurtschenthaler | SVP     | Sindaco |      |
| 2010     | 2014      | Christian Tschurtschenthaler | SVP     | Sindaco |      |
| 2014     | in carica | Roland Griessmair            | SVP     | Sindaco |      |

### Gemellaggi
- Brignoles, dal 1959
- Groß-Gerau, dal 1959
- Tielt, dal 1959
- Szamotuły, dal 1997

## Sport
A Brunico hanno sede diverse società sportive, per lo più dedite alle discipline invernali, tra le quali si annoverano:
- HC Pustertal, squadra di Hockey su ghiaccio
- A.L.V. Kronspur, club di sci di fondo
- Unione Sportiva Brunico, attiva nel basket, nello sci e nella ginnastica artistica

Per quanto concerne il calcio, a lungo la maggior squadra cittadina è stata la relativa sezione della polisportiva S.S.V. Bruneck-Brunico, fondata nel 1945 al fine di raccogliere l'eredità dell'antica Turnverein Bruneck, istituita nel 1862 e dissolta durante la seconda guerra mondiale: nel 1986-1987 essa raccolse il maggior successo della propria storia, partecipando al Campionato Interregionale (massima divisione dilettantistica italiana). Nel terzo millennio si è invece assistito alla crescita della sezione calcistica dell'A.S.C. Sankt Georgen (società polisportiva della relativa frazione, fondata nel 1968), che a più riprese è stata capace di partecipare alla Serie D e ha vinto la Coppa Italia Dilettanti 2017-2018.
La frazione di Riscone nel periodo estivo ha ospitato spesso il ritiro pre-stagionale di diverse squadre di calcio della Serie A italiana, in particolare Inter e Roma.
A Brunico ha inoltre svolto più volte il proprio ritiro estivo la Pallacanestro Treviso.